# Liski (Banie Mazurskie)
Liski (deutsch Klein Lissen) ist eine Siedlung in der polnischen Woiwodschaft Ermland-Masuren, die zur Landgemeinde Banie Mazurskie (Benkheim) im Powiat Gołdapski (Kreis Goldap) gehört.

## Geographische Lage
Liski liegt im Nordosten der Woiwodschaft Ermland-Masuren, 21 Kilometer östlich der früheren Kreisstadt Angerburg (polnisch Węgorzewo) bzw. 20 Kilometer südwestlich der jetzigen Kreishauptstadt Gołdap (Goldap).

## Geschichte
Der kleine und damals noch Klein Lyssen genannte Ort wurde am 23. Januar 1834 gegründet. Noch bis in die 1940er Jahre hinein bestimmten mehrere kleine Gehöfte sein Bild. Bis 1945 war Klein Lissen ein Wohnplatz der Landgemeinde Lissen (polnisch Lisy), die zum gleichnamigen Amtsbezirk im Kreis Angerburg im Regierungsbezirk Gumbinnen in der preußischen Provinz Ostpreußen gehörte.
Mit dem südlichen Ostpreußen kam Klein Lissen 1945 in Kriegsfolge zu Polen und erhielt die polnische Namensform „Liski“. Heute ist sie in das Schulzenamt (polnisch Sołectwo) Lisy eingegliedert – als Ortschaft im Verbund der Landgemeinde Banie Mazurskie im Powiat Gołdapski, vor 1998 der Woiwodschaft Suwałki, seitdem der Woiwodschaft Ermland-Masuren zugehörig.

## Religionen
Klein Lissen gehörte vor 1945 zum Kirchspiel der evangelischen Kirche in Benkheim (polnisch Banie Mazurskie) im Kirchenkreis Angerburg in der Kirchenprovinz Ostpreußen der Kirche der Altpreußischen Union bzw. zur katholischen Pfarrei in Angerburg (Węgorzewo) im Bistum Ermland. 
Heute sind die katholischen Einwohner Liskis nach Banie Mazurskie im Dekanat Gołdap im Bistum Ełk (Lyck) der Römisch-katholischen Kirche in Polen eingepfarrt, während die evangelischen Kirchenglieder nach Gołdap, einer Filialgemeinde von Suwałki in der Diözese Masuren der Evangelisch-Augsburgischen Kirche in Polen gehören.

## Verkehr
Liski ist über eine Nebenstraße erreichbar, die südlich von Lisy (Lissen) von der Verbindungsstraße Banie Mazurskie–Budziska–Puszcza Borecka in westlicher Richtung abzweigt. 